# Polyphylla sicardi
Polyphylla sicardi är en skalbaggsart som beskrevs av Ernest Marie Louis Bedel 1917. Polyphylla sicardi ingår i släktet Polyphylla och familjen Melolonthidae. Inga underarter finns listade i Catalogue of Life.